# Marcos Rocha (político)
Marcos José Rocha dos Santos (Rio de Janeiro, 3 de agosto de 1968), também conhecido como Coronel Marcos Rocha, é um administrador, policial militar e político brasileiro, filiado ao União Brasil (UNIÃO). É o 11.º governador de Rondônia desde 1 de janeiro de 2019.

## Biografia

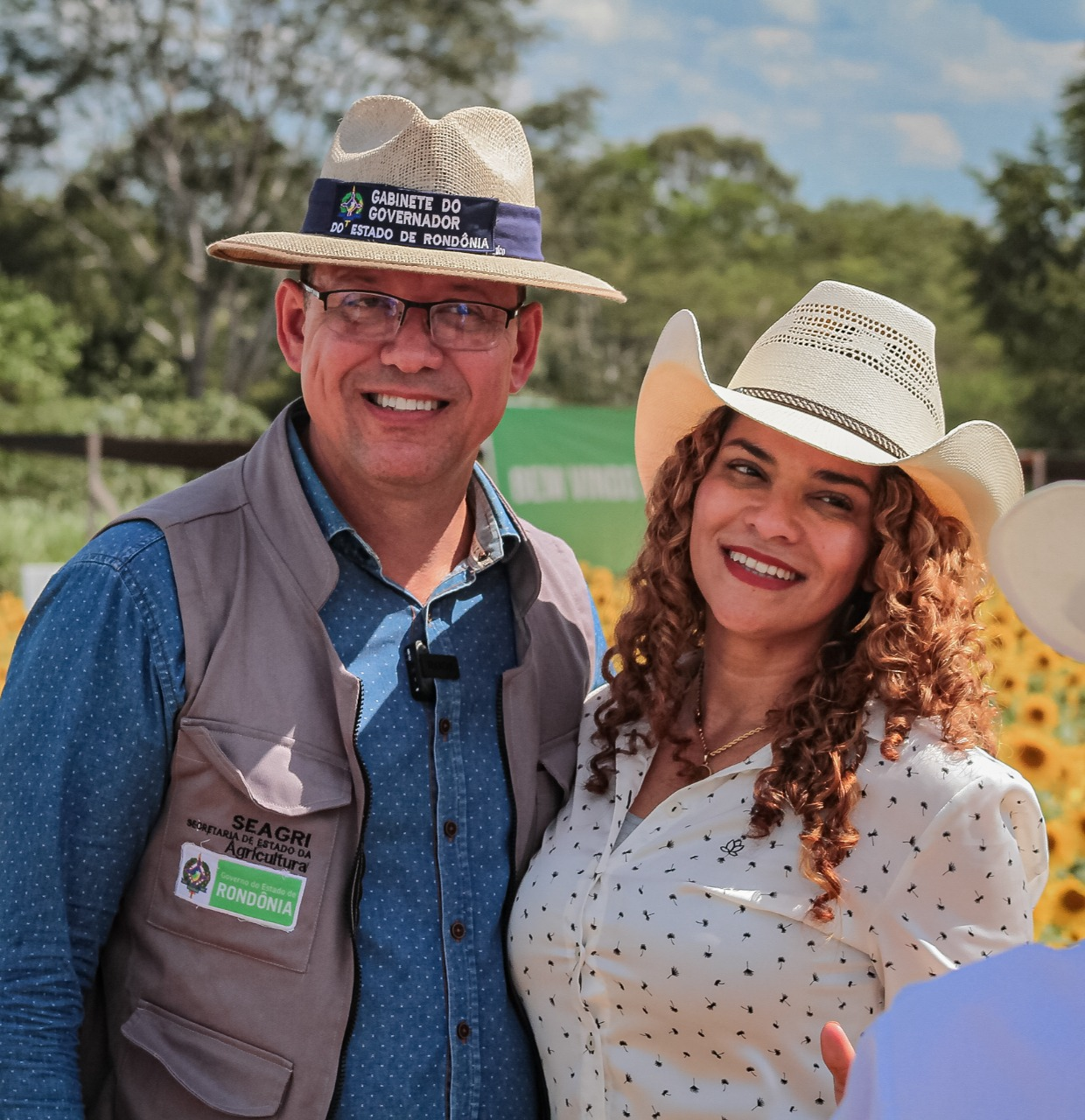
Rocha com a esposa, Luana

Filho de Antônio dos Santos e Lucília da Rocha Santos, ambos já falecidos, é natural da cidade do Rio de Janeiro mas mudou-se para Rondônia aos 21 anos de idade.
Aos 18 anos, Marcos Rocha ingressou no Exército Brasileiro como recruta e, por cursar Análise de sistemas e Processamento de dados no Centro de Estudos de Pessoal do Exército, prestou concurso para o Centro de Preparação de Oficiais da Reserva do Rio de Janeiro. Ingressando no curso, fez opção pela Arma Azul Turquesa, Arma de Engenharia. No Exército, serviu na Academia Militar das Agulhas Negras (AMAN) e no 1º Batalhão de Engenharia de Combate, sediado no histórico bairro de Santa Cruz, sede da Fazenda Imperial, atual  Batalhão-Escola de Engenharia, também no Rio de Janeiro. 
Em 1989 e com 21 anos de idade, prestou concurso para oficial da Polícia Militar de Rondônia (PMRO), onde participou de vários cursos operacionais e administrativos. Já na capital rondoniense, graduou-se em administração pela Faculdade São Lucas (FSL) em 2004, trabalhou como professor titular na mesma instituição entre os anos de 2005 e 2008, e especializou-se em Metodologia do Ensino Superior no ano de 2006.
Além disso, também atuou como diretor do Colégio Tiradentes da Polícia Militar de Rondônia, como Secretário Municipal de Educação de Porto Velho e, em dezembro de 2014, ocupou o cargo titular na Secretaria de Estado de Justiça e Direitos Humanos em Rondônia.
Marcos Rocha é casado com Luana Rocha e tem quatro filhos: Gabriel, Rafael, Rodrigo e Júlia.

## Trajetória política
Policial Militar da Reserva, estreou na política ao candidatar-se ao governo do estado de Rondônia pelo Partido Social Liberal (PSL) em 2018, tendo como vice o empresário Zé Jodan que foi candidato à prefeitura de Rolim de Moura em 2016 e chegou a ser o pré-candidato ao governo de estado. Nas pesquisas, Marcos Rocha aparecia atrás de Expedito Júnior do Partido da Social Democracia Brasileira (PSDB), do senador Acir Gurgacz do Partido Democrático Trabalhista (PDT) e de Maurão de Carvalho do Movimento Democrático Brasileiro (MDB), estando apenas com 8% das intenções de voto na última pesquisa anterior à eleição.
No dia 7 de outubro de 2018, primeiro turno das eleições gerais no Brasil, Marcos Rocha alcançou a soma de 183.691 votos (23,99% dos votos válidos), contra 241.885 votos (31,59% dos votos válidos) de Expedito Júnior e 173.690 votos (22,69% dos votos válidos) de Maurão de Carvalho, indo para o segundo turno pelo governo de Rondônia. Já no segundo turno, Marcos Rocha venceu o candidato do PSDB ao angariar 530.188 votos, o equivalente a 66,34% dos votos válidos, e elegeu-se governador do estado de Rondônia.
Em 2022, se lançou candidato a reeleição pelo União Brasil. No primeiro turno da eleição, teve como principais adversários o candidato do PL, senador Marcos Rogério, e o candidato do Podemos, o deputado federal Léo Moraes e o ex-governador Daniel Pereira, do Solidariedade. No primeiro turno, obteve 330.656 votos (38,88%), avançando ao segundo turno contra Marcos Rogério, que teve 315.035 votos (37,05%). Durante o segundo turno, recebeu o apoio de diversas lideranças do estado, como o deputado federal Léo Moraes e a deputada federal Jaqueline Cassol. No dia 30 de Outubro de 2022 foi reeleito para um segundo mandato com 458.370 Votos (52,47%), contra 415.278 votos (47,53%) de Marcos Rogério (PL). A história de sua reeleição, narrada pelo próprio candidato, pode ser encontrada no Youtube, no canal do responsável pela estratégia de comunicação de sua campanha campanha eleitoral, Marcelo Vitorino.

## Desempenho em eleições
| Ano  | Eleição              | Partido | Cargo      | Coligação                                                                                    | Vice                     | Votos             | %                 | Resultado |        |
| ---- | -------------------- | ------- | ---------- | -------------------------------------------------------------------------------------------- | ------------------------ | ----------------- | ----------------- | --------- | ------ |
| 2018 | Estadual em Rondônia | PSL     | Governador | Sem Coligação                                                                                | Zé Jodan (PSL)           | 183.691           | 23,99% (1º Turno) | Eleito    | [ 12 ] |
| 2018 | Estadual em Rondônia | PSL     | Governador | 530.188                                                                                      | Zé Jodan (PSL)           | 66,34% (2º Turno) |                   |           | [ 12 ] |
| 2022 | Estadual em Rondônia | UNIÃO   | Governador | Compromisso, Trabalho e Fé (UNIÃO, Republicanos, Avante, MDB, Patriota, PSC, PSDB-Cidadania) | Sérgio Gonçalves (UNIÃO) | 330.656           | 38,88% (1º Turno) | Eleito    | [ 19 ] |
| 2022 | Estadual em Rondônia | UNIÃO   | Governador | 458.370                                                                                      | Sérgio Gonçalves (UNIÃO) | 52,47% (2º Turno) |                   |           | [ 19 ] |

## Controvérsias

### Pedido de impeachment
Em 01 de abril de 2019, o advogado Caetano Vendiamiatti Netto, do município de Vilhena, protocolou na Assembleia Legislativa de Rondônia (ALE/RO) um pedido de impeachment contra o governador Marcos Rocha, do Partido Social Liberal (PSL). Na denúncia, o advogado afirmava que o governador violou artigo da Constituição Estadual ao promover 16 nomeações de presidentes e dirigentes de autarquias e fundações do Estado sem que os nomes tivessem sido aprovados pelo poder legislativo, como prevê a constituição do estado. Além de denunciar o governador por crime de responsabilidade, Caetano Neto solicitava o impedimento das nomeações, tornando-se nulos todos os atos, e que o chefe do Executivo fosse afastado imediatamente do cargo.
O pedido de impeachment de Marcos Rocha foi lido na sessão do dia 24 de abril de 2019 da Assembleia Legislativa de Rondônia e seguiu para análise da Comissão de Constituição e Justiça e de Redação (CCJR) da casa. Em 13 de agosto de 2019, porém, os membros da CCJ decidiram por unanimidade pela rejeição e arquivamento do pedido de impeachment, sob a alegação de que Marcos Rocha não teria agido de má fé, já que o governador teria exonerado os nomeados e, posteriormente, os nomes teriam sido aprovados em dois dias pelos deputados.